# Evander
Evander da Silva Ferreira dit Evander, né le 9 juin 1998 à Rio de Janeiro au Brésil, est un footballeur brésilien qui joue au poste de milieu offensif au FC Cincinnati en MLS.

## Biographie

### Vasco da Gama
Né à Rio de Janeiro au Brésil, Evander est formé par Vasco da Gama, qu'il rejoint en 2007. Il effectue toutes ses classes avec ce club, avant de faire ses débuts en 2016 avec l'équipe première, évoluant alors en deuxième division du Brésil. Vasco de Gama étant promu à l'issue de cette saison, Evander découvre l'élite du football brésilien la saison suivante. Il joue son premier match en première division le 11 juin 2017, lors d'une victoire de son équipe face à Sport Recife (2-1 pour Vasco da Gama). Le 9 novembre de la même année, il inscrit son premier but en professionnel, en marquant le but de l'égalisation face au Santos FC, en championnat. Son équipe s'impose finalement par deux buts à un ce jour-là. Terminant septième du championnat, le Vasco da Gama se maintient en première division cette année-là.
Le 1er février 2018, pour son premier match en Copa Libertadores, Evander se fait remarquer en inscrivant un doublé face au club chilien de l'Universidad de Concepción. Titulaire au poste de milieu offensif axial ce jour-là, le jeune brésilien contribue grandement à la victoire de son équipe qui s'impose finalement sur le score de quatre buts à zéro.

### FC Midtjylland
Le 27 août 2018, est annoncé le transfert d'Evander au club danois du FC Midtjylland, où il est prêté pour la saison 2018-2019,,. Evander réalise sa première apparition en Superligaen le 29 septembre 2018, lors d'une victoire de sa nouvelle équipe contre l'Hobro IK (5-2). Le 20 octobre de la même année, pour sa première titularisation en championnat, Evander inscrit son premier but dans cette compétition, face au FC Nordsjælland. Le FC Midtjylland s'impose sur le score de quatre buts à un à l'issue de la rencontre. Evander participe au bon parcours de son club en Coupe du Danemark, qui se hisse jusqu'en final cette saison là. Il est titulaire lors de ce match qui se déroule le 17 mai 2019 au Parken Stadium face au Brøndby IF. Les deux équipes se neutralisant au bout du temps imparti (1-1) se départagent aux Tirs au but. Séance durant laquelle Midtjylland sort vainqueur (4-3). Le club obtient ainsi le premier sacre de son histoire dans cette compétition et Evander son premier trophée en professionnel.
Evander rejoint définitivement le FC Midtjylland en juillet 2019, le club annonce qu'il lève l'option d'achat dès le mois de janvier. Il découvre la Ligue Europa lors des matchs de qualifications, lors de la double confrontation face au Glasgow Rangers. Il est titulaire lors du match aller le 8 août 2019 et délivre une passe décisive pour Sory Kaba mais ce n'est pas suffisant puisque son équipe s'incline à domicile (2-4). De nouveau titulaire lors du match retour le 15 août suivant, il inscrit son premier but dans la compétition mais Midtjylland s'incline à nouveau (3-1 score final) et est éliminé. Lors de cette saison 2019-2020, le club termine premier du championnat et Evander est donc sacré Champion du Danemark.
Il est en lice pour le titre de meilleur joueur de la saison 2021-2022, avec notamment Nicklas Helenius, mais le prix est finalement remporté par l'espagnol Pep Biel.

### Timbers de Portland
Le 5 décembre 2022, les Timbers de Portland annoncent le recrutement d'Evander pour un montant record pour la franchise de l'Oregon. Il signe un contrat de quatre ans avec le statut de joueur désigné en Major League Soccer.
Le 14 mai 2023, Evander se fait remarquer en réalisant son premier doublé pour Portland, lors d'une rencontre de MLS face au Whitecaps de Vancouver. Titulaire, il contribue à la victoire de son équipe par trois buts à un.

### FC Cincinnati
Le 17 février 2025, Evander rejoint un autre club de MLS, le FC Cincinnati. Il signe un contrat courant jusqu'en décembre 2027, avec une année supplémentaire en option.

### En équipe nationale
Avec les moins de 17 ans, il inscrit plusieurs buts, notamment un doublé lors d'une rencontre amicale face aux États-Unis en décembre 2014.
Evander est ensuite sélectionné pour participer à la Coupe du monde des moins de 17 ans en 2015, qui est organisée au Chili. Lors du mondial junior, il joue deux matchs : le huitième de finale remporté face à la Nouvelle-Zélande, puis le quart de finale perdu face au Nigeria.

## Palmarès
FC Midtjylland
- Vainqueur de la Coupe du Danemark en 2019 et 2022.
- Champion du Danemark en 2019-2020.

## Distinctions individuelles
- Meilleur passeur de la Ligue Europa 2022-2023